# John Silver

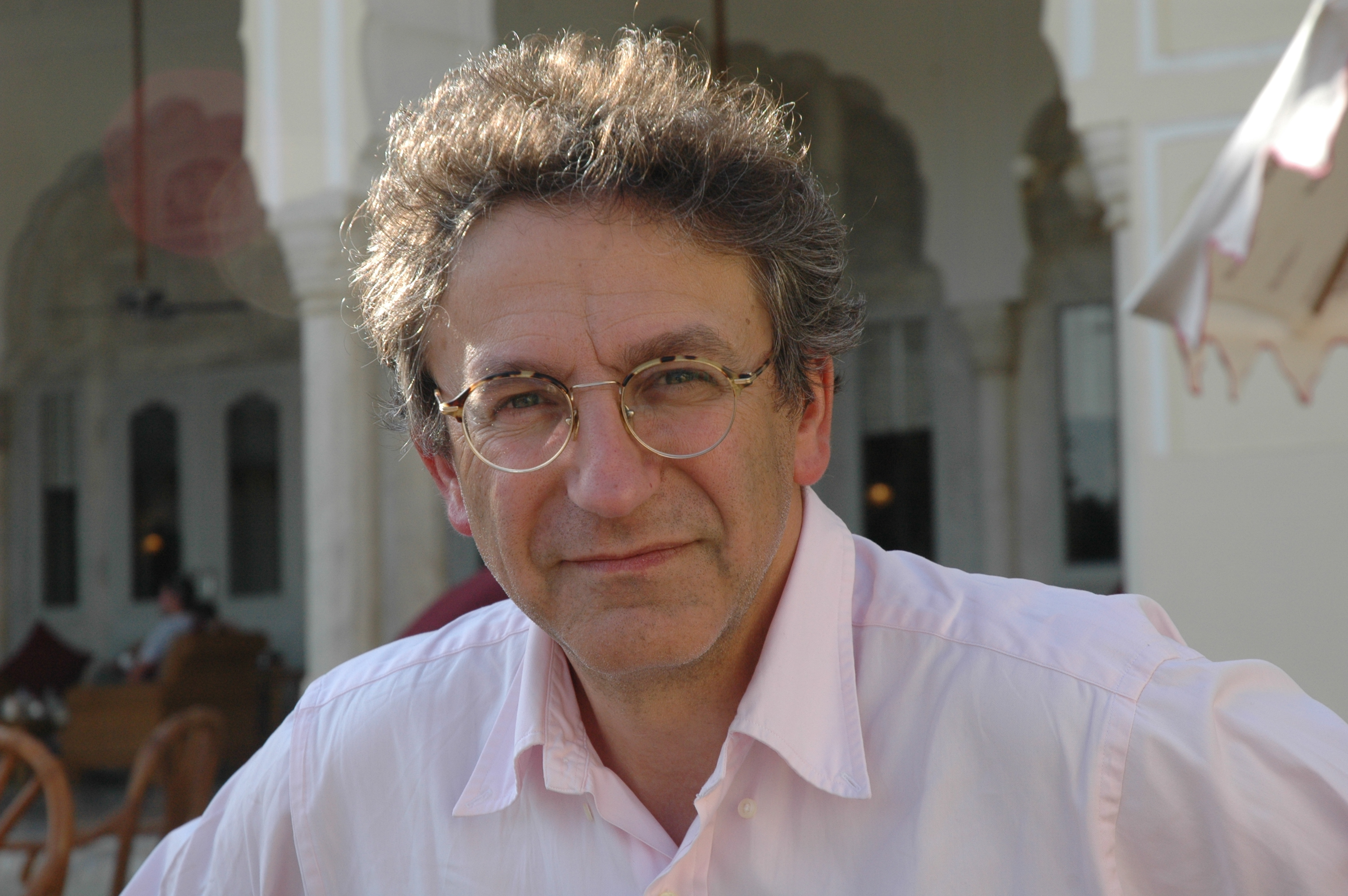
John Silver

Johnathan „John“ Silver (* 1950) ist ein Musiker, der in den Jahren 1968 bis 1969 der zweite Schlagzeuger der britischen Rockband Genesis war.
Silver besuchte die Public School St. Edward’s School in Oxford. Er ersetzte bei Genesis im Sommer 1968 den vorherigen Schlagzeuger Chris Stewart. Zusammen mit Tony Banks, Peter Gabriel, Anthony Phillips und Mike Rutherford nahm er das Album From Genesis To Revelation auf. Er ist außerdem auf einigen Genesis-Stücken zu hören, die nur als Demoaufnahmen existieren und 1998 auf Archive I – 1967–1975 veröffentlicht wurden: Build Me a Mountain, Image Blown Out, The Magic of Time und Hey!.
Im Juli 1969 verließ Silver die Band, um in den USA an der Cornell University zu studieren. Sein Nachfolger war John Mayhew.
Philips widmete Silver 1969 den Silver Song. Diesen nahm Philips 1973 in einer Session mit Rutherford und Phil Collins auf und brachte ihn später in unterschiedlichen Fassungen auf seinen Alben zur Veröffentlichung.:86–87 Silver selbst war auf einem Stück zu hören, das Philips 2004 auf Archive Collection Volume II veröffentlichte.
Wieder zurück in der Heimat, war der studierte Hotelmanager zunächst Produzent für Granada Television, Reuters und Thames Television. Schließlich arbeitete er im Informationstechnik-Bereich. Er lebte mit seiner Frau Lucy und drei Kindern in London. Im Jahr 1998 war John Silver als einziger der frühen Genesis-Schlagzeuger bei einem Zusammentreffen anlässlich der Veröffentlichung von Archive I – 1967–1975 zugegen.